# Coby Timp
 (janvier 2019).
Si vous disposez d'ouvrages ou d'articles de référence ou si vous connaissez des sites web de qualité traitant du thème abordé ici, merci de compléter l'article en donnant les références utiles à sa vérifiabilité et en les liant à la section « Notes et références ».
Coby Timp née Jacoba Timp-Toele le 18 mai 1930 à Amsterdam,, est une actrice néerlandaise.

## Filmographie

### Cinéma et téléfilms
- 1974 : De vloek van Woestewolf (nl) : la patiente
- 1983 : L'Ascenseur (De lift) : la réceptionniste
- 1987 : Zoeken naar Eileen (nl) : la toiletteuse
- 1988 : Ei : la maman
- 1989 : De wandelaar (série télévisée) : Mme Mol
- 1989 : Den Haag vandaag: ofwel een avond lang lachen : Nel Dekker-Muk
- 1990 : De brug (nl) : Gertie
- 1990 : Romeo : La mère
- 1990 : Vreemde praktijken (nl) : Tante Constance
- 1990-1996 : 12 steden, 13 ongelukken (nl) : Trois rôles (Els Michels, La mère et Bep)
- 1992 : Zonder Ernst (nl) : Mies
- 1992-1995 : Goede tijden, slechte tijden : Nora Daniël
- 1993 : Ha, die Pa! (nl) : Oma Lagerveen
- 1993 : Oppassen!!! (nl) : Mme Beel
- 1994 : Pleidooi (nl) : la mère de Wesseling
- 1995 : Coverstory (nl) : Mme Rielink
- 1995-2003 : Het Zonnetje in Huis (nl) : Mme de Vries
- 1996 : Baantjer : Mme Spaans
- 1996 : Woensdag gehaktdag (nl) : la vieille femme
- 1996-2001 : Toen was geluk heel gewoon (nl) : La propriétaire de Henk
- 1998 : Wij Alexander (nl) : La voisine
- 1998-2000 : Kees & Co (nl) : Dora van Dam
- 2000 : Wildschut & De Vries (nl) : Mme Schoenmaker
- 2001 : Wet & Waan (nl) : La vieille femme
- 2002 : Echt waar (nl) : Oma
- 2003 : Lot : Oma
- 2006 : Escort : Mme Timmers
- 2006 : Vuurzee (nl) : Mme Koningsbergen
- 2006 : Van Speijk : Mme Eberhart
- 2006 : Keyzer & De Boer Advocaten : Mme Ellenbroek
- 2006 : Jef : Oude vrouw
- 2007 : Basta : Mama
- 2009 : Zeg 'ns Aaa (nl) : Nel Kalkman
- 2009 : De Co-assistent (nl) : Mme Engels
- 2010 : Flikken Maastricht : Gerda Brink
- 2012 : Dokter Deen (nl) : An
- 2012 : Oom Henk (nl) : Mme van Andel
- 2012 : Brammetje Baas (nl) : La vieille femme dans le parc
- 2012 : Urfeld (nl) : Adrie
- 2013 : Dokter Tinus : Anna van Huijm
- 2014 : Toen was geluk heel gewoon (nl) : Lea van Vliet
- 2014 : Popoz (nl) : Oude vrouw
- 2015 : Kamer aangeboden : Mme Blom
- 2016 : Brasserie Valentijn (nl) : Mme Hendriks
- 2016 : De mannen van dokter Anne : Ria Smits
- 2017-2018 : Het geheime dagboek van Hendrik Groen (nl) : Grietje